# Cydosia brasiliella
Cydosia brasiliella là một loài bướm đêm trong họ Erebidae.